# La Charité Basket 58
A Union Sportive Charitoise, conhecido também por La Charité Basket 58, é um clube de basquetebol baseado em Charité-sur-Loire, França que atualmente disputa a Nationale Masculine 1 (equivalente à terceira divisão francesa). Manda seus jogos no 	Centre Sportif Georges Picq com capacidade para 690 espectadores.

## Histórico de Temporadas
| Temporada | Nível | Liga | Pos. | J     | PL | Resultado         |
| --------- | ----- | ---- | ---- | ----- | -- | ----------------- |
| 2011-12   | 4     | NM2  | 9    | 13-13 |    |                   |
| 2012-13   | 4     | NM2  | 11   | 11-15 |    |                   |
| 2013-14   | 4     | NM2  | 5    | 16-10 |    |                   |
| 2014-15   | 4     | NM2  | 3    | 15-6  |    |                   |
| 2015-16   | 4     | NM2  | 2    | 19-7  |    |                   |
| 2016-17   | 4     | NM2  | 1    | 16-18 |    | Promovido campeão |
| 2017-18   | 3     | NM1  |      |       |    |                   |

fonte:eurobasket.com

## Títulos
- Nationale Masculine 2 (quarta divisão): 1 (2016-17)